# 336
سنة 336 م (بالأرقام الرومانية: CCCXXXVI) كانت سنة كبيسة تبدأ يوم الخميس (الرابط يظهر نموذج الجدول الزمني الكامل للسنة) من التقويم اليولياني. بدأت تسمية السنة ب336 منذ العصور الوسطى المبكرة، عندما أصبح تقويم أنو دوميني هو الأسلوب السائد في أوروبا لتسمية السنوات.

## وفيات
- آريوس